# Laurence Stassen

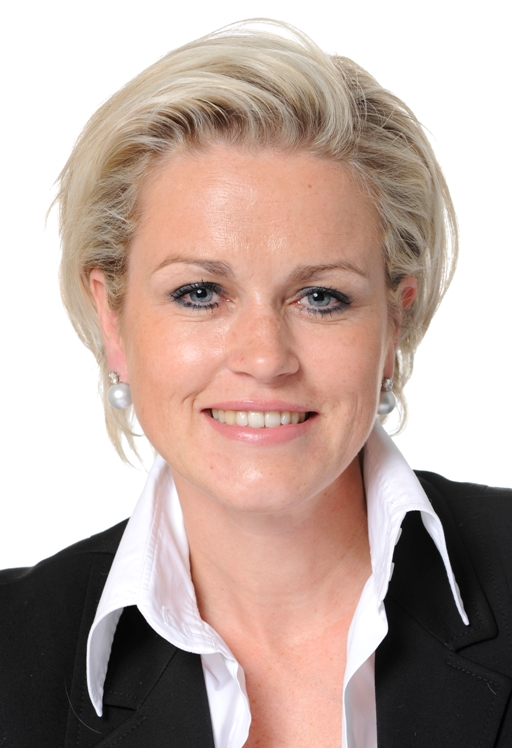
Laurence Stassen (2009)

Laurence Stassen (* 8. Februar 1971 in Sittard) ist eine niederländische Politikerin (VNL, früher PVV).

## Leben
Stassen war Journalistin für TV Limburg.
Bei der Europawahl 2009 zog Stassen für die Partij voor de Vrijheid (PVV) ins Europäische Parlament ein, nachdem PVV-Parteichef Geert Wilders auf sein Mandat verzichtet hatte. Seit März 2011 war sie Vorsitzende des Provinzionsverbandes Limburg. In dieser Provinz war die PVV auch aktiv in der Provinzialregierung.
Im März 2014 verließ sie diese Partei nach diskriminierenden Äußerungen Wilders gegenüber Marokkanern. Sie verblieb bis Ende der Wahlperiode als unabhängiges Mitglied im Parlament. Bei der Europawahl 2014 trat sie für die Partei An Independence from Europe im Wahlkreis South East England an, scheiterte jedoch am Wiedereinzug ins Parlament. Im Dezember 2014 schloss sie sich der PVV-Abspaltung VoorNederland an, deren Parteivorsitzende sie wurde.
Stassen setzt sich ein für krebskranke Kinder und ist in zwei Stiftungen aktiv. Sie lebt in Echt, ist verheiratet und hat zwei Kinder.